# De Lint (villawijk)
De Lint is een residentiële buurt in Oud-Turnhout. De wijk is ontstaan uit het voormalige domein De Lint, dat in de 19e eeuw werd aangelegd.

## Geschiedenis
Het domein De Lint werd in 1816 opgericht door Jean-Baptist Taelmans en omvatte onder andere een kasteel, een kapel, een park, vijvers, boomgaarden en boerderijen. Tijdens de Tweede Wereldoorlog raakte het kasteel zwaar beschadigd en werd rond 1945 gesloopt. De neogotische kapel uit 1928 is het enige overgebleven gebouw van het oorspronkelijke domein.
Na de oorlog werd het domein verkaveld en ontwikkelde zich tot de huidige villawijk. De wijk staat bekend om zijn ruime percelen, luxe villa's en groene omgeving. De straten zijn vaak doodlopend.
In 2011 namen bewoners het initiatief om zelf te investeren in slimme politiecamera's om de veiligheid in de wijk te verhogen. Ongeveer 150 bewoners droegen bij aan dit project.

## Ligging
De Lint is gelegen in Oud-Turnhout, provincie Antwerpen. Het grenst aan het natuurreservaat De Liereman. Er zijn verschillende wandelroutes die door de wijk en het aangrenzende natuurgebied lopen. 

## (Bekende) bewoners
De wijk trekt zowel Belgische als Nederlandse bewoners aan, waaronder bekende personen zoals voormalig voetballer Patrick Kluivert en Johan de Borst, oprichter van de snackbarketen Febo.